# ケネス・モンゴメリー
ケネス・C・モンゴメリー（Kenneth C. Montgomery）は、アメリカ合衆国の金融・技術分野の専門家であり、連邦準備制度（Federal Reserve System）で40年間にわたり多くの要職を歴任した。
特に、ボストン連邦準備銀行（Federal Reserve Bank of Boston）の第一副総裁兼最高執行責任者（COO）としての役割が知られている。また、2021年10月から2022年6月までの間、同銀行の暫定総裁を務めた。

## 経歴
モンゴメリーは1983年にニューヨーク連邦準備銀行でキャリアを開始し、情報技術部門でさまざまな役職を経験した。その後、リッチモンド連邦準備銀行に移り、連邦準備制度全体の最高技術責任者（CTO）として、情報セキュリティ、技術戦略、標準化、プログラム管理などを統括した。
2011年にボストン連邦準備銀行に移籍し、第一副総裁兼COOとして、財務・財務省サービス、情報技術、地域開発、人事、戦略計画などの業務を監督した。また、連邦準備制度の「Financial Support Office」のディレクターとして、全国的な財務管理戦略の策定と実行を主導した。
2019年には、即時決済インフラ「FedNowサービス」の開発責任者に任命され、2023年7月の正式稼働に至るまでプロジェクトを主導した。
2021年10月から2022年6月までの間、ボストン連邦準備銀行の暫定総裁を務めた。
2024年春、40年にわたる連邦準備制度でのキャリアを終え、ボストン連邦準備銀行を退職した。

## 退任後の活動
モンゴメリーは退任後、NB Bancorpおよびその子会社であるNeedham Bankの取締役に就任した。また、ボストン市の労働力開発機関であるBoston Private Industry Councilの会長や、Advanced Cyber Security Centerの理事など、地域社会やサイバーセキュリティ分野での活動も続けている。

## 学歴
ニュージャージー州カーニー出身。シートン・ホール大学で学士号を取得し、フェアリー・ディキンソン大学で経営学修士（MBA）を取得した。